# ITV1
ITV1 є комерційним каналом телебачення у Великій Британії. Раніше — мережа окремих регіональних телеканалів, ITV в даний час працює в Англії, Уельсі, Шотландії і на Нормандських островах.
З 2001 до 2013 року, канал називався ITV1.

## Логотипи

1998-2001
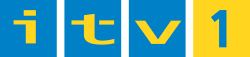
2004-2006
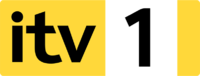
2006-2010, 2010-2013.